# Asnæs (halvø)
 For alternative betydninger, se Asnæs. (Se også artikler, som begynder med Asnæs)
Asnæs er en halvø i det nordvestlige Sjælland, der strækker sig ca. 12 km ud i Storebælt og mod syd afgrænser Kalundborg Fjord. Halvøen udgør den vestlige del af Årby Sogn. Mod øst ligger Lerchenborg Slot fra 1742. 
Asnæs er den tredje største odde på Vestsjælland efter Sjællands Odde og Røsnæs. Den har 5-10 meter stejle skrænter mod nord vest og syd, og åbne stepper på midten, som på hver side er omgivet af skovområder, og længst mod vest et busklandskab med fritgående kødkvæg. 74 ha af den yderste ende af Asnæs, Asnæs Dyrehave blev fredet i 1954.
På halvøen findes to skove:
- Forskoven
- Vesterskoven

og to mindre herregårde:
- Asnæsgård
- Mineslund